# Quwaiq
Der Quwaiq (auch Qoueiq), Quweiq oder Qoueiq (arabisch قويق, DMG quwayq [quwajq]; im nordsyrischen Volksmund ʾwēʾ [ʔwɛːʔ]) (altertümlich Chalos), auch Aleppo-Fluss genannt, ist ein Fluss und dessen Tal, der durch das Gouvernement Aleppo Syrien und die Türkei fließt. Am 129 Kilometer langen Fluss liegt auch die nordsyrische Stadt Aleppo. Der Quwaiq  entspringt im südlichen Gaziantep-Plateau im Südosten der Türkei. Der Bach Akpınar Deresi in der Ebene von Kilis ist einer der Oberläufe des Quwaiq. Die antike Stadt Chalkis lag an seinen Ufern. Er fließt teilweise entlang des westlichen Randes der Matah-Depression.  Das Tal wird seit Tausenden von Jahren besiedelt und im Altertum war das Tal Quwaiq für seine Feuersteinindustrie und Keramik bekannt.
In den späten 1960er Jahren war der Fluss Quwaiq infolge von Bewässerungsprojekten auf der türkischen Seite der Grenze völlig ausgetrocknet. Kürzlich wurde Wasser aus dem Euphrat umgeleitet, um den toten Fluss und damit die Landwirtschaft in der Ebene südlich von Aleppo wiederzubeleben, aber viele Syrer nehmen den Türken ihren Umgang mit dem Fluss übel.